# Mariana Gajá
Mariana Gajá (ur. 3 kwietnia 1976 w mieście Meksyk) – meksykańska aktorka. 

## Filmografia
- 2004–2005: Wieczny płomień miłości (Gitanas) jako Maria Sashenka
- 2003: Enamórate jako Lucia
- 2003: Bez składu i ładu (Sin ton ni Sonia) jako Sonia
- 2002: Sekret Esperanzy (Un secreto de Esperanza) jako Madonnita
- 2002: Salim chilim tecohidimm jako Marce
- 1982: Vanessa jako Córka Venessy